# Zulässige Gesamtmasse
Die zulässige Gesamtmasse (zGM) bezeichnet  die Summe aus Leergewicht und maximaler Zuladung eines Kraftfahrzeuges oder einer Fahrzeugkombination. In der deutschen StVO und StVZO wird synonym auch der Begriff  zulässiges Gesamtgewicht (zGG) verwendet, während in Österreich der Begriff höchstzulässiges Gesamtgewicht (hzG) verwendet wird.
Fahrzeuge werden je nach zulässiger Gesamtmasse in eine entsprechende Gewichtsklasse eingeteilt, die in vielen Ländern maßgeblich für die jeweils erforderliche Fahrerlaubnis ist (siehe z. B. Führerschein (EU-Recht)).

## Situation in Deutschland
In Deutschland wird die zulässige Gesamtmasse für Fahrzeuge im § 34 der StVZO beschrieben. Die eingeklammerten Angaben in der Tabelle beziehen sich auf Fahrzeuge mit Luftfederung.
| Fahrzeuge mit zwei oder weniger Achsen:         |               |
| Kraftfahrzeug (außer KOM) und Anhänger je       | 18 t          |
| Kraftomnibus                                    | 19,5 t        |
| Fahrzeuge mit 3 Achsen:                         |               |
| Kraftfahrzeug                                   | 25 t (26 t)   |
| Kraftomnibus                                    | 26 t          |
| Anhänger                                        | 24 t          |
| Kraftomnibus als Gelenkfahrzeug                 | 28 t          |
| Kraftfahrzeug mit 2 Doppelachsen:               | 32 t          |
| Fahrzeugkombinationen (Fahrzeug und Anhänger):  |               |
| mit 3 Achsen                                    | 28 t          |
| mit 4 Achsen (2 + 2)                            | 36 t          |
| mit 4 Achsen (3 + 1)                            | 35 t (36 t)   |
| mehr als 4 Achsen                               | 40 t          |
| Sattelzugmaschine und Sattelzuganhänger:        |               |
| mit 3 Achsen                                    | 28 t          |
| mit 4 Achsen (3 + 1)                            | 35 t (36 t)   |
| mit 4 Achsen (2 + 2)                            | 36 t (38 t)   |
| mit 5/6 Achsen (nur im kombinierten Verkehr)    | 44 t          |
| Ausnahmeregelungen im Schwertransport           |               |
| Sattelzugmaschinen mit 2 Doppelachsen           | 35 t          |
| Auflieger 4-fach bereift                        | 10 t je Achse |
| Auflieger (Tief- oder Flachbett) 4-fach bereift | 12 t je Achse |
| Auflieger (Tief- oder Flachbett) 8-fach bereift | 20 t je Achse |

Des Weiteren ist die zGM ausschlaggebend für Fahrerlaubnisklassen im Fahrerlaubnisrecht, sowie beim Parken (auf durch Verkehrszeichen und Markierungen teilweise freigegebenen Gehwegen 2,8 t, regelmäßiges Parken in Wohngebieten 7,5 t bzw. 2 t bei Anhängern).
In den aktuellen Verordnungstexten der StVO und StVZO werden die beiden Begriffe zulässiges Gesamtgewicht und zulässige Gesamtmasse synonym verwendet.

### Maut
Seit 1. Oktober 2015 gilt die Lkw-Maut in Deutschland für Lkw mit einer zGM ab 7,5 Tonnen – zuvor lag die Grenze bei 12 Tonnen. Seit 2019 wird zur Berechnung der Infrastrukturbelastung auch die zulässige Gesamtmasse herangezogen, nicht mehr wie zuvor nur die Anzahl der Achsen. Bei Fahrzeugen und Fahrzeugkombinationen über 18 Tonnen zGM ist die Anzahl der vorhandenen Achsen ein weiteres Kriterium (bis zu drei, vier oder mehr Achsen).
In Österreich wird die zulässige Gesamtmasse für die Lkw-Maut nicht berücksichtigt. Hier sind alle Fahrzeuge über 3,5 Tonnen zGM mautpflichtig; über die Höhe der Maut entscheidet die Anzahl der Achsen (zwei, drei, vier oder mehr Achsen).